# Esther Carpentier
Esther Carpentier (1790 ?-1870 ?) est une évangéliste chrétienne baptiste française. 

## Biographie
D’origine protestante, elle connaît une "nouvelle naissance" vers 1825 à Hargicourt (Somme), où elle réside alors. En compagnie de Marie Delattre, elle est baptisée par immersion par le pasteur baptiste Théophile Poulain dans l'Église baptiste de Reumont (Nord).

### Ministère
Acquise à la cause du baptisme, elle devient évangéliste dans la vallée de l’Oise et dans la Somme dans les années 1820-1850. Basée pendant un temps à Manicamp (Aisne), elle parle volontiers “de son Saint Livre, ainsi que du salut gratuit qu’il annonce aux pauvres pécheurs perdus" et s'acquiert une réputation de prédicante protestante. Femme hors-normes, elle a préparé "le terrain pour l'Eglise de demain", selon l'expression de Pierre Lestringant. 
Elle a contribué à l'implantation des premières communautés baptistes le long de la vallée de l'Oise (Chauny, Compiègne, La Fère).

## Postérité
Son influence ne s’est pas limitée dans les églises, puisqu’elle a rencontré la duchesse d’Orléans. Elle a donné son nom à un centre d'accueil (CHRS, Centre d'Hébergement et de Réinsertion Sociale) basé à Compiègne, et géré par l'ABEJ-Coquerel. Figure oubliée des "protestantes françaises" qui osent la parole publique depuis le début du XIXe siècle.